# Johannes Erm
Johannes Erm (Tartu, 26 marzo 1998) è un multiplista estone.

## Biografia
Il primo sport di interesse giovanile di Erm è stato il calcio, giocando nella squadra giovanile del FC Flora. Nel 2011 si interessa all'atletica leggera provando diverse specialità. Al termine degli studi alla Tallinn Secondary School of Science, prosegue il percorso di studio all'Università della Georgia, con cui compete nel circuito NCAA. e vincendo un titolo nel decathlon nel 2019.
Rappresentando l'Estonia, ha preso parte alla sua prima manifestazioni internazionale nel 2016 ai Mondiali under 20 in Polonia, conquistando la medaglia di bronzo. Ha preso parte ai Giochi olimpici di Tokyo 2021. Nel 2024 vince la medaglia di bronzo nell'eptathlon ai mondiali indoor di Glasgow e la medaglia d'oro nel decathlon agli europei di Roma.

## Palmarès
| Anno | Manifestazione  | Sede      | Evento    | Risultato | Prestazione | Note                                     |
| ---- | --------------- | --------- | --------- | --------- | ----------- | ---------------------------------------- |
| 2016 | Mondiali U20    | Bydgoszcz | Decathlon | Bronzo    | 7879 p.     |                                          |
| 2017 | Europei U20     | Grosseto  | Decathlon | Argento   | 8141 p.     |                                          |
| 2019 | Europei U23     | Gävle     | Decathlon | Argento   | 8445 p.     |                                          |
| 2021 | Giochi olimpici | Tokyo     | Decathlon | 11º       | 8213 p.     | Miglior prestazione personale stagionale |
| 2022 | Mondiali        | Eugene    | Decathlon | 9º        | 8227 p.     |                                          |
| 2023 | Mondiali        | Budapest  | Decathlon | 9º        | 8484 p.     | Record nazionale                         |
| 2024 | Mondiali indoor | Glasgow   | Eptathlon | Bronzo    | 6340 p.     |                                          |
| 2024 | Europei         | Roma      | Decathlon | Oro       | 8764 p.     | Miglior prestazione personale            |
| 2024 | Giochi olimpici | Parigi    | Decathlon | 6º        | 8569 p.     |                                          |
| 2025 | Europei indoor  | Apeldoorn | Eptathlon | 4º        | 6380 p.     | Record nazionale                         |
| 2025 | Mondiali indoor | Nanchino  | Eptathlon | Argento   | 6437 p.     | Record nazionale                         |